# J. League Division 1 2001
La temporada de 2001 de la J. League fue el noveno campeonato profesional de Japón celebrado en el país. Tuvo lugar desde el 10 de marzo hasta el 8 de diciembre de 2001, y contó con dieciséis equipos en J1 y doce en J2 tras el debut en esa categoría del Yokohama FC.
El vencedor de ese año fue Kashima Antlers, que consiguió revalidar el título del año pasado.

## Ascensos y descensos
| Pos | Ascendidos de la J. League Division 2 2000 |
| --- | ------------------------------------------ |
| 1.º | Consadole Sapporo                          |
| 2.º | Urawa Red Diamonds                         |

| Pos  | Descendidos en la temporada 2000 |
| ---- | -------------------------------- |
| 15.º | Kyoto Purple Sanga               |
| 16.º | Kawasaki Frontale                |

## Sistema del campeonato
Se mantuvo el sistema de dos rondas en J1 con final de campeonato y de liga única en la J2. En esta edición destacó el traslado del Verdy Kawasaki a Tokio, pasando a llamarse Tokyo Verdy 1969.

### Equipos de la J. League 1
| - Avispa Fukuoka - Cerezo Osaka - Consadole Sapporo - FC Tokyo |  | - JEF United Ichihara - Gamba Osaka - Júbilo Iwata - Kashima Antlers |  | - Kashiwa Reysol - Nagoya Grampus Eight - Sanfrecce Hiroshima - Shimizu S-Pulse |  | - Tokyo Verdy 1969 - Urawa Red Diamonds - Vissel Kobe - Yokohama F. Marinos |

### Equipos de la J. League 2
| - Albirex Niigata - Kawasaki Frontale - Kyoto Purple Sanga - Mito HollyHock |  | - Montedio Yamagata - Oita Trinita - Omiya Ardija - Sagan Tosu |  | - Shonan Bellmare - Vegalta Sendai - Ventforet Kofu - Yokohama FC |

El sistema de competición en la J1 es similar al de los Torneos Apertura y Clausura, mientras que en la J2 se disputó una liga única a cuatro rondas: dos a ida y dos a vuelta (44 partidos en total). El método de puntuaciones por victoria se mantuvo: 3 en victoria, 2 si se vence en la prórroga con gol de oro, y 1 por empate para los dos clubes. El equipo perdedor no recibe puntos.
Los dos peores de la J1 a lo largo de todas las dos rondas descienden y son sustituidos por los dos equipos ganadores de la J2.

## J. League 1
La expectación por el fútbol había aumentado en el país en la misma medida que se acercaba la Copa Mundial de Fútbol de 2002. La liga había conseguido consolidarse más allá del éxito de los primeros años, y varios jugadores japoneses habían conseguido saltar a las ligas europeas. A mitad de campeonato se celebró la Copa Confederaciones 2001, en la que el combinado japonés consiguió ser subcampeón.
Las dos rondas contaron con claros dominadores desde el principio, venciendo Júbilo Iwata en la primera y Kashima Antlers en la segunda. Pero la rivalidad entre los dos finalistas y la lucha por evitar el descenso de hasta seis equipos hicieron que esa edición de la liga tuviera buenas asistencias. En caso de haber existido una liga regular, los vencedores hubieran sido Júbilo Iwata con una diferencia de quince puntos.
Tras un 2-2 en el partido de ida en Shizuoka, la vuelta concluyó con empate a cero. Al no haber diferencia de goles se llegó a la prórroga, y un gol de falta de Mitsuo Ogasawara consiguió que los Antlers obtuvieran su cuarto campeonato de Liga.

### Clasificación

#### Primera fase
Del 3 de marzo al 27 de mayo
| Pos. | Equipo               | Pts. | PJ | G | GPR | E | PPR | P | GF | GC | Dif. | Clasificación        |
| ---- | -------------------- | ---- | -- | - | --- | - | --- | - | -- | -- | ---- | -------------------- |
| 1    | Júbilo Iwata (Q)     | 36   | 15 | 9 | 4   | 1 | 1   | 0 | 32 | 12 | +20  | Final del Campeonato |
| 2    | JEF United Ichihara  | 27   | 15 | 7 | 3   | 0 | 2   | 3 | 35 | 26 | +9   |                      |
| 3    | Nagoya Grampus Eight | 27   | 15 | 5 | 5   | 2 | 0   | 3 | 29 | 20 | +9   |                      |
| 4    | Shimizu S-Pulse      | 26   | 15 | 6 | 4   | 0 | 2   | 3 | 28 | 18 | +10  |                      |
| 5    | Gamba Osaka          | 25   | 15 | 7 | 2   | 0 | 3   | 3 | 29 | 22 | +7   |                      |
| 6    | Kashiwa Reysol       | 22   | 15 | 6 | 2   | 0 | 2   | 5 | 29 | 23 | +6   |                      |
| 7    | Urawa Red Diamonds   | 21   | 15 | 6 | 1   | 1 | 1   | 6 | 24 | 22 | +2   |                      |
| 8    | Consadole Sapporo    | 21   | 15 | 6 | 0   | 3 | 2   | 4 | 20 | 21 | −1   |                      |
| 9    | F.C. Tokyo           | 21   | 15 | 5 | 3   | 0 | 0   | 7 | 18 | 19 | −1   |                      |
| 10   | Vissel Kobe          | 19   | 15 | 5 | 1   | 2 | 3   | 4 | 16 | 20 | −4   |                      |
| 11   | Kashima Antlers      | 18   | 15 | 5 | 1   | 1 | 3   | 5 | 21 | 23 | −2   |                      |
| 12   | Avispa Fukuoka       | 14   | 15 | 4 | 1   | 0 | 2   | 8 | 13 | 25 | −12  |                      |
| 13   | Sanfrecce Hiroshima  | 13   | 15 | 3 | 2   | 0 | 2   | 8 | 25 | 33 | −8   |                      |
| 14   | Cerezo Osaka         | 11   | 15 | 3 | 0   | 2 | 2   | 8 | 22 | 31 | −9   |                      |
| 15   | Yokohama F. Marinos  | 11   | 15 | 3 | 0   | 2 | 3   | 7 | 13 | 24 | −11  |                      |
| 16   | Tokyo Verdy 1969     | 10   | 15 | 2 | 2   | 0 | 3   | 8 | 16 | 31 | −15  |                      |

 Fuente: J. League Data Site: 2001 J.LEAGUE Division 1 1st League table
Criterios de clasificación: 1) puntos; 2) diferencia de goles; 3) número de goles marcados; 4) resultados entre los equipos en cuestión.

#### Segunda fase
Del 24 de junio al 26 de noviembre
| Pos. | Equipo               | Pts. | PJ | G  | GPR | E | PPR | P  | GF | GC | Dif. | Clasificación        |
| ---- | -------------------- | ---- | -- | -- | --- | - | --- | -- | -- | -- | ---- | -------------------- |
| 1    | Kashima Antlers (Q)  | 36   | 15 | 10 | 3   | 0 | 0   | 2  | 36 | 19 | +17  | Final del Campeonato |
| 2    | Júbilo Iwata         | 35   | 15 | 9  | 4   | 0 | 0   | 2  | 31 | 14 | +17  |                      |
| 3    | Sanfrecce Hiroshima  | 24   | 15 | 8  | 0   | 0 | 0   | 7  | 36 | 27 | +9   |                      |
| 4    | Shimizu S-Pulse      | 23   | 15 | 5  | 4   | 0 | 1   | 5  | 34 | 27 | +7   |                      |
| 5    | JEF United Ichihara  | 23   | 15 | 7  | 0   | 2 | 0   | 6  | 25 | 28 | −3   |                      |
| 6    | Nagoya Grampus Eight | 22   | 15 | 7  | 0   | 1 | 1   | 6  | 27 | 25 | +2   |                      |
| 7    | Kashiwa Reysol       | 21   | 15 | 6  | 0   | 3 | 0   | 6  | 29 | 23 | +6   |                      |
| 8    | F.C. Tokyo           | 20   | 15 | 5  | 0   | 5 | 1   | 4  | 29 | 28 | +1   |                      |
| 9    | Tokyo Verdy 1969     | 20   | 15 | 6  | 0   | 2 | 2   | 5  | 22 | 26 | −4   |                      |
| 10   | Yokohama F. Marinos  | 19   | 15 | 4  | 2   | 3 | 3   | 3  | 19 | 20 | −1   |                      |
| 11   | Gamba Osaka          | 17   | 15 | 5  | 0   | 2 | 1   | 7  | 21 | 26 | −5   |                      |
| 12   | Urawa Red Diamonds   | 15   | 15 | 4  | 0   | 3 | 3   | 5  | 20 | 24 | −4   |                      |
| 13   | Vissel Kobe          | 14   | 15 | 3  | 0   | 5 | 1   | 6  | 25 | 32 | −7   |                      |
| 14   | Consadole Sapporo    | 13   | 15 | 3  | 1   | 2 | 2   | 7  | 23 | 29 | −6   |                      |
| 15   | Avispa Fukuoka       | 13   | 15 | 3  | 1   | 2 | 3   | 6  | 22 | 31 | −9   |                      |
| 16   | Cerezo Osaka         | 12   | 15 | 2  | 3   | 0 | 0   | 10 | 19 | 39 | −20  |                      |

 Fuente: J. League Data Site: 2001 J.LEAGUE Division 1 2nd League table
Criterios de clasificación: 1) puntos; 2) diferencia de goles; 3) número de goles marcados; 4) resultados entre los equipos en cuestión.
Sistema de puntuación: Victoria = 3 puntos; Victoria en prórroga (GP) = 2 puntos; Empate (E) = 1 punto; Derrota = 0 puntos

#### General
| Pos. | Equipo                 | Pts. | PJ | G  | GPR | E | PPR | P  | GF | GC | Dif. | Clasificación o descenso                             |
| ---- | ---------------------- | ---- | -- | -- | --- | - | --- | -- | -- | -- | ---- | ---------------------------------------------------- |
| 1    | Kashima Antlers (C, Q) | 54   | 30 | 15 | 4   | 1 | 3   | 7  | 57 | 42 | +15  | Clasificado a la Liga de Campeones de la AFC 2002-03 |
| 2    | Júbilo Iwata           | 71   | 30 | 18 | 8   | 1 | 1   | 2  | 63 | 26 | +37  |                                                      |
| 3    | JEF United Ichihara    | 50   | 30 | 14 | 3   | 2 | 2   | 9  | 60 | 54 | +6   |                                                      |
| 4    | Shimizu S-Pulse (Q)    | 49   | 30 | 11 | 8   | 0 | 3   | 8  | 62 | 45 | +17  | Clasificado a la Liga de Campeones de la AFC 2002-03 |
| 5    | Nagoya Grampus Eight   | 49   | 30 | 12 | 5   | 3 | 1   | 9  | 56 | 45 | +11  |                                                      |
| 6    | Kashiwa Reysol         | 43   | 30 | 12 | 2   | 3 | 2   | 11 | 58 | 46 | +12  |                                                      |
| 7    | Gamba Osaka            | 42   | 30 | 12 | 2   | 2 | 4   | 10 | 50 | 48 | +2   |                                                      |
| 8    | F.C. Tokyo             | 41   | 30 | 10 | 3   | 5 | 1   | 11 | 47 | 47 | 0    |                                                      |
| 9    | Sanfrecce Hiroshima    | 37   | 30 | 11 | 2   | 0 | 2   | 15 | 61 | 60 | +1   |                                                      |
| 10   | Urawa Red Diamonds     | 36   | 30 | 10 | 1   | 4 | 4   | 11 | 44 | 46 | −2   |                                                      |
| 11   | Consadole Sapporo      | 34   | 30 | 9  | 1   | 5 | 4   | 11 | 43 | 50 | −7   |                                                      |
| 12   | Vissel Kobe            | 33   | 30 | 8  | 1   | 7 | 4   | 10 | 41 | 52 | −11  |                                                      |
| 13   | Yokohama F. Marinos    | 30   | 30 | 7  | 2   | 5 | 6   | 10 | 32 | 44 | −12  |                                                      |
| 14   | Tokyo Verdy 1969       | 30   | 30 | 8  | 2   | 2 | 5   | 13 | 38 | 57 | −19  |                                                      |
| 15   | Avispa Fukuoka (R)     | 27   | 30 | 7  | 2   | 2 | 5   | 14 | 35 | 56 | −21  | Descendido a J. League Division 2 2002               |
| 16   | Cerezo Osaka (R)       | 23   | 30 | 5  | 3   | 2 | 2   | 18 | 41 | 70 | −29  | Descendido a J. League Division 2 2002               |

 Fuente: J. League Data Site: 2001 J.LEAGUE Division 1 Overall table for the season
Criterios de clasificación: 1) puntos; 2) diferencia de goles; 3) número de goles marcados; 4) resultados entre los equipos en cuestión.
Notas:
1. ↑  Shimizu S-Pulse se clasificó para la Liga de Campeones de la AFC 2002-03 al ganar la Copa del Emperador 2001.

Sistema de puntuación: Victoria = 3 puntos; Victoria en prórroga (GP) = 2 puntos; Empate (E) = 1 punto; Derrota = 0 puntos

### Final del campeonato
| 2 de diciembre de 2001, 15:01 (UTC+9) | Júbilo Iwata               | 2:2 (1:0) | Kashima Antlers        | Estadio Ecopa, Shizuoka                                     |                                                             |
|                                       | Hattori 11' · Nakayama 54' | Reporte   | Akita 79' · Hirase 83' | Asistencia: 32.368 espectadores Árbitro(s): Masayoshi Okada | Asistencia: 32.368 espectadores Árbitro(s): Masayoshi Okada |

| 8 de diciembre de 2001, 19:34 (UTC+9) | Kashima Antlers | 1:0 (t. s.) | Júbilo Iwata | Estadio de Kashima, Kashima                                |                                                            |
|                                       | Ogasawara 100'  | Reporte     |              | Asistencia: 40.115 espectadores Árbitro(s): Leslie Mottram | Asistencia: 40.115 espectadores Árbitro(s): Leslie Mottram |

|                                    |
|                                    |
| Campeón Kashima Antlers 4.º título |

## J. League 2
En esta tercera temporada la J2 tuvo un desarrollo más igualado que en el anterior, aunque continuaba existiendo mucha diferencia entre los equipos que ocupaban las primeras plazas y los colistas. Esto ponía en peligro la estabilidad y rentabilidad de algunos clubes como Ventforet Kofu, tres veces colista y con una crisis deportiva y económica, y otros equipos como Mito HollyHock o Sagan Tosu con problemas similares. La J. League exigió a los equipos que mostraran los balances económicos y realizaran una planificación deportiva eficaz.
Los equipos que ascendieron fueron Kyoto Purple Sanga y Vegalta Sendai. Por primera vez en la historia de la J. League no hubo ampliación a nuevos equipos en la temporada siguiente.

### Clasificación
| Puesto | Equipo             | Ptos | G  | G(P) | E | P  | GF | GC | DG  | Nota     |
| ------ | ------------------ | ---- | -- | ---- | - | -- | -- | -- | --- | -------- |
| 1      | Kyoto Purple Sanga | 84   | 23 | 5    | 5 | 11 | 79 | 48 | +31 | Asciende |
| 2      | Vegalta Sendai     | 83   | 24 | 3    | 5 | 12 | 78 | 56 | +22 | Asciende |
| 3      | Montedio Yamagata  | 80   | 20 | 7    | 6 | 11 | 61 | 39 | +22 |          |
| 4      | Albirex Niigata    | 78   | 22 | 4    | 4 | 14 | 79 | 47 | +32 |          |
| 5      | Omiya Ardija       | 78   | 20 | 6    | 6 | 12 | 73 | 43 | +30 |          |
| 6      | Oita Trinita       | 78   | 24 | 1    | 4 | 15 | 75 | 52 | +23 |          |
| 7      | Kawasaki Frontale  | 60   | 17 | 3    | 3 | 21 | 69 | 60 | +9  |          |
| 8      | Shonan Bellmare    | 60   | 16 | 4    | 4 | 20 | 64 | 61 | +3  |          |
| 9      | Yokohama FC        | 43   | 12 | 3    | 1 | 28 | 58 | 81 | -23 |          |
| 10     | Sagan Tosu         | 32   | 8  | 2    | 4 | 30 | 45 | 82 | -37 |          |
| 11     | Mito HollyHock     | 25   | 5  | 3    | 4 | 32 | 41 | 93 | -52 |          |
| 12     | Ventforet Kofu     | 25   | 7  | 1    | 2 | 34 | 38 | 98 | -60 |          |

Sistema de puntuación: Victoria = 3 puntos; Victoria en prórroga (G P) = 2 puntos; Empate (E) = 1 punto; Derrota = 0 puntos

## Premios

### Individuales
- Jugador más valioso del campeonato: Toshiya Fujita (Júbilo Iwata)
- Máximo goleador: Will Robson Emilio Andrade, 24 goles (Consadole Sapporo)
- Mejor debutante: Koji Yamase (Consadole Sapporo)
- Mejor entrenador: Masakazu Suzuki (Júbilo Iwata)

### Mejor once inicial
| Posición | Futbolista         | Club              | País                        |
| -------- | ------------------ | ----------------- | --------------------------- |
| GK       | Arno Van Zwam      | Júbilo Iwata      | Bandera de los Países Bajos |
| DF       | Go Oiwa            | Júbilo Iwata      | Bandera de Japón            |
| DF       | Yutaka Akita       | Kashima Antlers   | Bandera de Japón            |
| DF       | Akira Narahashi    | Kashima Antlers   | Bandera de Japón            |
| MF       | Mitsuo Ogasawara   | Kashima Antlers   | Bandera de Japón            |
| MF       | Takashi Fukunishi  | Júbilo Iwata      | Bandera de Japón            |
| MF       | Toshiya Fujita     | Júbilo Iwata      | Bandera de Japón            |
| MF       | Toshihiro Hattori  | Júbilo Iwata      | Bandera de Japón            |
| MF       | Kōji Nakata        | Kashima Antlers   | Bandera de Japón            |
| FW       | Will               | Consadole Sapporo | Bandera de Brasil           |
| FW       | Atsushi Yanagisawa | Kashima Antlers   | Bandera de Japón            |